# Station Hunspach
Station Hunspach is een spoorwegstation in de Franse gemeente Hunspach.